# Roberto Rivas
Roberto Rivas (San Salvador, 17  de julho de 1941 - meados de 1972) foi um futebolista profissional salvadorenho, que atuava como defensor.

## Carreira
Roberto Rivas fez parte do elenco da histórica Seleção Salvadorenha de Futebol da Copa do Mundo de 1970 e das Olimpíadas de 1968, ele atuou em três partidas.